# Saint-Jans-Cappel
 Saint-Jans-Cappel  (en neerlandés Sint-Janskappel)es una población y comuna francesa, en la región de Norte-Paso de Calais, departamento de Norte, en el distrito de Dunkerque y cantón de Bailleul-Nord-Est.

## Demografía
| 1072 | 1060 | 1145 | 1105 | 1351 | 1472 |
| Para los censos de 1962 a 1999 la población legal corresponde a la población sin duplicidades (Fuente: INSEE [Consultar]) |      |      |      |      |      |